# Erbbegräbnis Nering-Bögel
Das Erbbegräbnis Nering-Bögel ist eine denkmalgeschützte Grabanlage in der Minervastraße 4 in Isselburg im Kreis Borken (Nordrhein-Westfalen).
Die Begräbnisstätte der Direktorenfamilie der Minervahütte ist unter Bäumen angelegt. Sie ist mit qualitätvollen Grabmälern aus Gusseisen in klassizistischen und neugotischen Formen ausgestattet. Das früheste Grabmal ist von 1817. Begraben ist hier auch Johann Nering Bögel.